# Shashi Tharoor
Pour les articles homonymes, voir Shashi.
Shashi Tharoor (malayalam : ശശി തരൂര്‍), né le 9 mars 1956 à Londres, est un diplomate, homme politique et écrivain indien.
Après de brillantes études en Inde et aux États-Unis, il intègre l'Organisation des Nations unies en 1978 où il travaille d'abord au Haut commissariat pour les réfugiés puis aux Opérations de maintien de la paix et ensuite en tant que Secrétaire général adjoint à la communication et l'information. Il quitte l'ONU en 2007 après l'échec de sa candidature au poste de Secrétaire général.
Il commence alors une carrière politique en Inde où il est élu député au Lok Sabha (Chambre basse du Parlement indien) de la circonscription de Trivandrum (Kerala) en 2009. La même année il est nommé Secrétaire d'état aux Affaires étrangères, poste dont il démissionne en avril 2010 puis il entre de nouveau au Gouvernement en octobre 2012 comme Secrétaire d'état au Ministère de l'enseignement et de la recherche.
Parallèlement, Shashi Tharoor mène une carrière d'auteur à succès, publiant quatre romans et plusieurs ouvrages documentaires traduits dans de nombreuses langues. Il écrit régulièrement des chroniques et des critiques littéraires dans de grands journaux, tant indiens qu'américains.

## Jeunesse et vie privée
Shashi Tharoor est né en 1956 à Londres de parents keralais originaires du district de Palghat, Chandran et Lily Tharoor. Il étudie à la Bombay Scottish School, au St Xavier's Collegiate School de Calcutta puis au St Stephen's College de New Delhi où il obtient une licence d'histoire. Il poursuit ses études aux États-Unis à la Fletcher School of Law and Diplomacy de l'université Tufts où il décroche deux maîtrises en Relations internationales et un Ph.D. devenant, à 22 ans, le plus jeune docteur de la Fletcher School.
D'une première union avec la journaliste Tillotama Mukherji, Shashi Tharoor a des fils jumeaux, Ishaan et Kanishk, qui sont tous deux journalistes et romanciers. En 2007, il épouse Christa Giles, de nationalité canadienne, dont il divorce en 2010 pour se marier avec Sunanda Pushkar, femme d'affaires indienne décédée soudainement le 17 janvier 2014. En 2018, il est accusé de l'avoir assassinée.

## Carrière à l'ONU
Shashi Tharoor commence sa carrière aux Nations unies en mai 1978 au sein du Haut Commissariat aux réfugiés à Genève puis, de 1981 à 1984, en dirigeant le bureau du HCR à Singapour au plus fort de la crise des boat-people vietnamiens. De 1989 à 1996 il est Assistant spécial du Secrétaire général adjoint chargé des Opérations de maintien de la paix notamment en ex-Yougoslavie (1991-1996).
À partir de 1998 il travaille à la Direction de la communication et il est nommé Secrétaire général adjoint à la Communication et à l'information en 2002. C'est à ce titre qu'il organise la première conférence de l'ONU sur l'antisémitisme, l'islamophobie et le racisme. De plus, à partir de 2003, il exerce les fonctions de coordinateur de l'ONU pour le multilinguisme.
En octobre 2006, à l'expiration du mandat de Secrétaire général de Kofi Annan, Shashi Tharoor est le candidat de l'Union indienne. Lors du vote de recommandation du Conseil de sécurité, il recueille 10 voix favorables et 3 voix défavorables, dont celle d'un membre permanent (États-Unis), dont il a parfois critiqué la désinvolture vis-à-vis de l'ONU ("Certains à Washington peuvent préférer une ONU à la carte et non à la Charte"), alors que Ban Ki-moon obtient 14 votes favorables sans aucune opposition d'un membre permanent. Shashi Tharoor retire sa candidature puis quitte l'Organisation des Nations unies le 31 mars 2007.

## Carrière politique
Après sa démission de l'ONU, Shashi Tharoor donne de nombreuses conférences dans le monde entier et se consacre à ses fonctions de conseiller dans des établissements d'enseignement et des institutions culturelles tels que la Fletcher School of Law and Diplomacy, l'Aspen Institute, l'Indo-American Arts Council ou encore l'organisation de défense des droits de l'homme Breakthrough et le Comité international de la Croix Rouge. Il souligne l'importance pour l'Inde de s'appuyer sur le soft power (puissance douce) pour émerger sur la scène internationale, convaincu que la plus grande force de son pays réside dans son cinéma, sa littérature et sa culture plurimillénaire ainsi que dans les principes de la démocratie et du multiculturalisme qu'elle défend.
Peu de temps après être revenu s'installer au Kerala, Shashi Tharoor brigue un siège de député sous l'étiquette du Parti du Congrès. Il est élu en mai 2009 dans la circonscription de Trivandrum, capitale de l'État. Le 28 mai, il est nommé Secrétaire d'état aux Affaires étrangères du gouvernement de Manmohan Singh.
En septembre 2009, Shashi Tharoor est critiqué pour s'être installé dans un hôtel cinq étoiles, en attendant que son logement de fonction soit aménagé, alors que le Parti du Congrès prône l'austérité à ses membres, en signe de solidarité avec d'innombrables paysans réduits à la misère par la sécheresse. À un journaliste qui lui demande sur Twitter s'il va désormais voyager en cattle class (« classe bétail », terme péjoratif utilisé en Inde pour désigner les compartiments les moins chers), il répond : « Oui, je le ferai en solidarité avec nos vaches sacrées ! ». Cette répartie humoristique provoque une polémique dans les médias et déclenche l'indignation de l'opposition et de certains députés de son propre camp qui demandent sa démission. En janvier 2010, toujours sur Twitter, il déplore le projet de durcissement des conditions d'attribution des visas, ce qui lui vaut d'être rappelé à l'ordre par son supérieur, S.M. Krisha, ministre des Affaires étrangères. Cependant Shashi Tharoor continue à s'exprimer sur la plateforme de microbloggage où au début de l'année 2010 il compte environ 500 000 followers, convaincu que c'est un bon moyen pour rapprocher les dirigeants du peuple et mieux faire comprendre le fonctionnement de la politique.
C'est encore Twitter qui provoque la démission de Shashi Tharoor puisque c'est le moyen de communication choisi par Lalit Modi, dirigeant de la Première ligue indienne de cricket (IPL), pour accuser le Secrétaire d'état de corruption. Il y affirme qu'une amie proche de Shashi Tharoor, la femme d'affaires Sunanda Pushkar, a obtenu gratuitement une prise de participation dans l'équipe de cricket de la ville de Cochin, opération estimée à 15 millions de dollars et destinée en fait à Shashi Tharoor, selon le patron de l'IPL lui-même sous le coup d'accusations de corruption et de blanchiment d'argent. Le député du Kerala conteste cette version des faits, expliquant au Lok Sabha qu'il n'a agi qu'en tant que conseiller bénévole pour permettre à une équipe de son État d'origine d'accéder à la prestigieuse ligue. Le 18 avril, à la demande de Manmohan Singh, Shashi Tharoor présente sa démission du poste de Secrétaire d'état aux Affaires étrangères à Pratibha Patil, Présidente de la république, qui l'accepte.
À la faveur d'un remaniement en octobre 2012, Shashi Tharoor entre de nouveau au Conseil des ministres en tant que Secrétaire d'état au Ministère du human resource development (= ministère de l’Éducation nationale et de la Recherche). Il est réélu en mai 2014 au Lok Sabha et devient le porte parole de l'opposition, fonction qui lui est retirée le 13 octobre 2014 après qu'il a publiquement approuvé certaines actions du Premier ministre, Narendra Modi.

## Carrière littéraire
Shashi Tharoor commence à écrire dès l’âge de 6 ans ; son  premier texte est publié alors qu’il a 11 ans. Sa thèse de doctorat, Raison d’état (1978), est toujours étudiée dans les cours sur la politique étrangère indienne. Dans ses livres, que ce soient les ouvrages documentaires ou les fictions, Shashi Tharoor explore la situation de l’Inde contemporaine ou dans son histoire récente. Shashi Tharoor écrit en anglais.

### Ouvrages documentaires
Livre écrit directement en français par Shashi Tharoor qui est parfaitement francophone :
- L’Inde, photogr. de Ferrante Ferranti. – P. Rey, 2008.

Ouvrages traduits en français :
- Nerhu, l’invention de l’Inde. – Seuil, 2008. - Trad. de Nerhu: invention of India (2003).
- L’Inde d’un millénaire à l’autre, 1947-2007. – Seuil, 2007. - Trad. de : India : from Midnight  to the Millennium (1997).
- L'Inde selon Modi. - Buchet-Chastel, 2020. – Trad. de : The Paradoxal Prime Minister : Narendra Modi an his India (2018).

Ouvrages non traduits en français :
- Kerala: God’s own country  en collaboration avec M.F. Husain (2002).
- Bookless in Baghdad (2005).
- The Elephant, the Tiger and the Cell Phone: reflection on India in the 21st Century (2007).
- Shadows Across the Playing Field: Sixty Years of India-Pakistan Cricket (2009).
- Pax Indica (2012)

### Ouvrages de fiction
- Le Grand Roman indien (Seuil, 1993). - Trad. de The Great Indian Novel Éd.	Seuil, 2002,  (ISBN 978-2020564885).
- Show business (1998). - Trad. de Show Business (1992).
- L’émeute (Seuil, 2002). - Trad. de The Riot (2001).
- Le Sourire à 5$ (Seuil, 2005). - Trad. De The Five Dollars Smile and other Stories (1990).